# 乔纳斯·萨利
乔纳斯·萨利（Gyawe Jonas Salley，1982年3月16日—），生于科特迪瓦，澳大利亚籍职业足球运动员。

## 球會生涯
因科特迪瓦某些問題，萨利逃亡到澳大利亚，并在当地踢球，辗转效力于新西兰骑士、悉尼FC、阿德莱德联等球队。經過在澳大利亚多個成功球季，2009年他作为澳大利亚籍科特迪瓦外援身份自由加盟中国球队陝西浐灞，佔用球队的亚洲外援名額。
2011年，萨利在陕西浐灞效力两年后合同结束，与另一支中国球队成都谢菲联签约。
2013年1月15日，萨利重返陕西浐灞在2012年迁至贵州后的贵州人和。

## 國際賽生涯
2008年4月22日，萨利得到澳洲國籍，成為澳洲公民，目標是代表澳洲出席2010年南非世界盃，可惜最终未能实现这个目標。

## 連結
- Adelaide United profile